# ريتشارد ماركس (مونتير)
ريتشارد ماركس (بالإنجليزية: Richard Marks)‏ هو مونتير أمريكي، ولد في 10 نوفمبر 1943 في نيويورك في الولايات المتحدة، وتوفي في 31 ديسمبر 2018.

## وصلات خارجية
- ريتشارد ماركس على موقع IMDb (الإنجليزية)
- ريتشارد ماركس على موقع ألو سيني (الفرنسية)
- ريتشارد ماركس على موقع أول موفي (الإنجليزية)
- ريتشارد ماركس على موقع قاعدة بيانات الأفلام السويدية (السويدية)
- ريتشارد ماركس على موقع قاعدة بيانات الفيلم (الإنجليزية)
- ريتشارد ماركس على موقع كينوبويسك (الروسية)